# Мази (город)
Мази (итал. Masi) — коммуна в Италии, располагается в провинции Падуя области Венеция.
Население составляет 1803 человека (2008 г.), плотность населения составляет 132 чел./км². Занимает площадь 14 км². Почтовый индекс — 35040. Телефонный код — 0425.
Покровителем коммуны почитается святой апостол Варфоломей, празднование 24 августа.

## Демография
Динамика населения:

## Администрация коммуны
- Официальный сайт: http://www.comune.masi.pd.it/